# Нікольське міське поселення (Вологодська область)
Ніко́льське міське поселення (рос. Никольское городское поселение) — сільське поселення у складі Нікольського району Вологодської області Росії.
Адміністративний центр — місто Нікольськ.

## Населення
Населення сільського поселення становить 7965 осіб (2019; 8511 у 2010, 8649 у 2002).